# Попоая
Попоая (рум. Popoaia) — село у повіті Ботошані в Румунії. Входить до складу комуни Ріпічень.
Село розташоване на відстані 393 км на північ від Бухареста, 40 км на північний схід від Ботошань, 88 км на північ від Ясс.